# Okap Biwakowy Górny
Okap Biwakowy Górny – skalny okap we wsi Czatachowa w województwie śląskim, w powiecie myszkowskim, w gminie Żarki. Znajduje się w lesie, w pobliżu wąskiej asfaltowej drogi z Czatachowej do osady Ostrężnik. Drogą tą prowadzi niebieski Szlak Warowni Jurajskich.

## Opis obiektu
Jest to duży skalny okap na południowej ścianie skały, która przez wspinaczy skalnych nazywana jest Laboratorium i prowadzą przez niego drogi wspinaczkowe. Skała znajduje się po lewej stronie leśnej drogi z Czatachowej do Ostrężnika i jest z niej widoczna. Tuż przy tej drodze jest jaskinia Okap Biwakowy Dolny (przy szlaku turystycznym opisana jest jako Jaskinia Pawloki), a Okap Biwakowy Górny znajduje się 10 m wyżej.
Okap ma szerokość 16 m, wysokość 5 m i wysięg do 5 m. Po zachodniej stronie ograniczony jest dużymi głazami. W jego środkowej części jest półka o wysokości 1,6 m, po bokach ograniczona szczelinami dla człowieka niedostępnymi.
Okap powstał w późnojurajskich wapieniach skalistych na międzywarstwowej szczelinie opadającej ku północnemu wschodowi pod kątem 45°, później rozmytej przez procesy krasowe. Jest widny i suchy, a jego ściany porasta roślinność naskalna z mchami i kępkami zanokcicy skalnej. Spąg pokryty próchnicą i gruzem skalnym.
Okap od dawna wykorzystywany był jako miejsce biwakowe. Jego dokumentację i plan opracował M. Czepiel w październiku 2000 r.

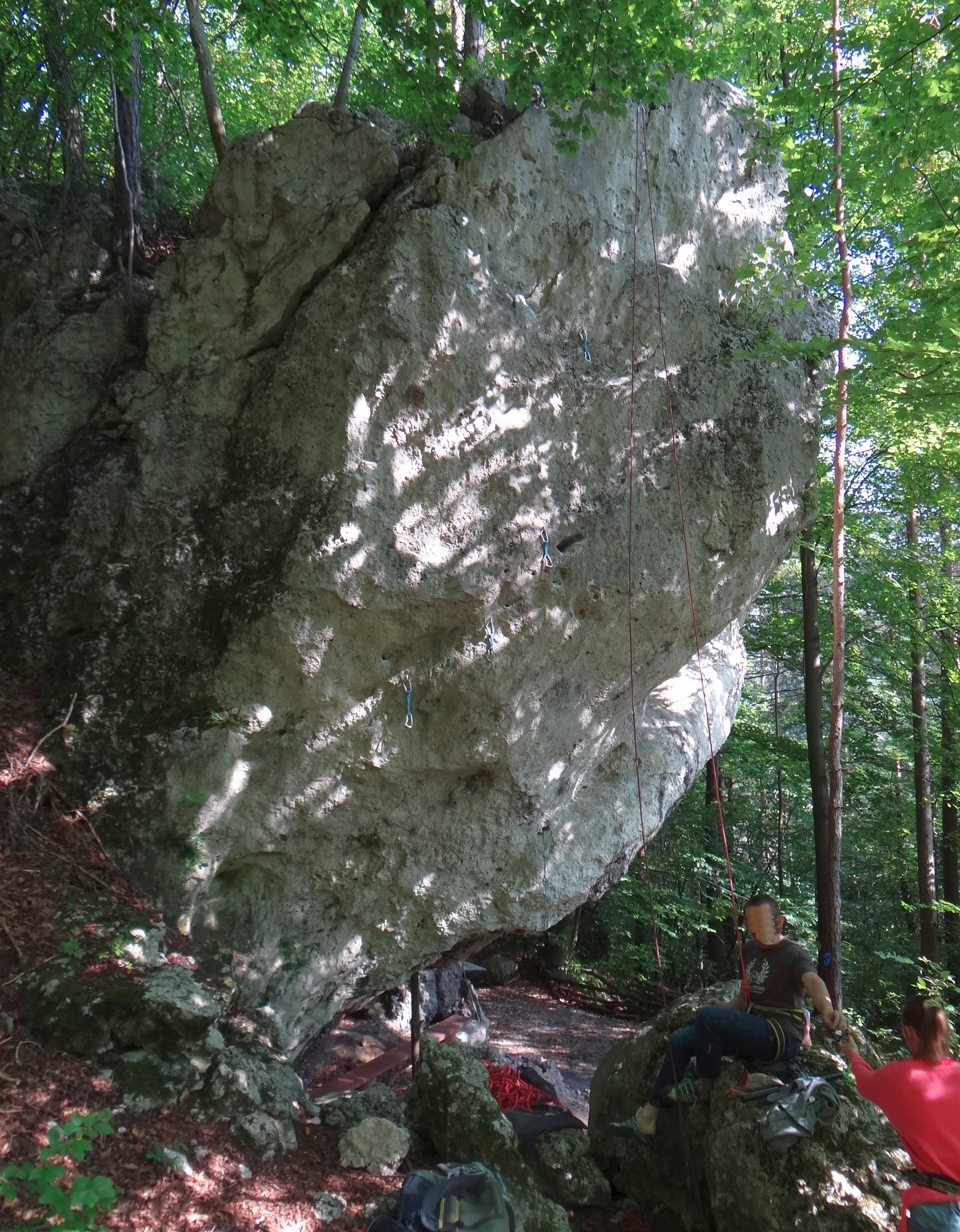